# PSR B1937+21
PSR B1937+21 — це пульсар, розташований у сузір'ї Лисички, неподалік від першого відкритого пульсара PSR B1919+21. Його назва включає абревіатуру PSR (pulsar) і координати за екваторіальною системою, причому літера B означає, що вони визначені для епохи 1950.0. Пульсар був відкритий у 1982 році астрономами Дональдом Баккером, Шрі Кулкарні, Карлом Гейлесом.
PSR B1937+21 став першим відкритим мілісекундним пульсаром, який обертається з вражаючою швидкістю — один оберт за 1,557708 мілісекунди, тобто майже 642 рази на секунду. Це відкриття було несподіванкою для астрономів, оскільки раніше вважалося, що пульсари не можуть досягати настільки високих швидкостей обертання. Виявлення такого швидкого обертання привело до гіпотези, що пульсари можуть «розкручуватися» шляхом накопичення матерії від зорі-супутника, що пояснює їхнє прискорене обертання.
Обертання PSR B1937+21 виявилося надзвичайно стабільним, як і у більшості мілісекундних пульсарів — настільки, що його можна використовувати для вимірювання часу з точністю, порівнянною з атомними годинниками. Однак цей пульсар має ще одну унікальну особливість: він час від часу випромінює надзвичайно потужні імпульси, так звані гігантські імпульси. Вважається, що це найяскравіше радіовипромінювання, коли-небудь зафіксоване в космосі. Завдяки своїй стабільності та незвичайній поведінці, PSR B1937+21 відіграв ключову роль у поверненні інтересу до дослідження пульсарів і подальшому розумінні їхньої природи.

## Передумови
Перший пульсар був відкритий у 1967 році астрофізикинею Джоселін Белл та її науковим керівником Ентоні Г'юїшем за допомогою спеціального радіотелескопа — Interplanetary Scintillation Array. Незабаром після цього вчені Франко Пачіні та Томас Ґолд незалежно один від одного припустили, що пульсари — це нейтронні зорі з надзвичайно сильним магнітним полем. Вони утворюються після вибуху наднової, коли масивна зоря (понад 10 мас Сонця) завершує свій життєвий цикл.
Пульсари випромінюють енергію завдяки взаємодії їхнього магнітного поля з навколишньою плазмою. Це випромінювання спрямоване вздовж магнітних полюсів нейтронної зорі, і якщо Земля опиняється на його шляху, ми спостерігаємо пульсуючий сигнал. Такий ефект називають «обертовим маяком» — він виникає через те, що магнітна вісь пульсара не збігається з його віссю обертання, тому промені випромінювання проходять перед нами через рівні проміжки часу.

## Відкриття
Наприкінці 1970-х років астрономи звернули увагу на радіоджерело 4C21.53, оскільки воно демонструвало аномально високий рівень міжпланетного мерехтіння — ефекту, що виникає через взаємодію радіохвиль із сонячним вітром. Оскільки таке мерехтіння зазвичай пов'язане з маленькими об'єктами, вчені припустили, що 4C21.53 може бути залишком наднової. Щоб перевірити це, у 1974 році астрономи Рассел Галс і Джозеф Тейлор провели огляд пульсарів в обсерваторії Аресібо, але не виявили жодного пульсара, пов'язаного з цим джерелом. Після невдалих пошуків науковці почали розглядати альтернативні пояснення ефекту міжпланетного мерехтіння, включаючи можливість існування нових, раніше невідомих класів астрономічних об'єктів.
У 1982 році Дональд Баккер припустив, що попередні спостереження могли не виявити пульсар через недостатню чутливість методів, які використовувалися для пошуку об'єктів із надкороткими періодами обертання. Він ініціював новий огляд, налаштований на ширший діапазон можливих періодів та рівнів дисперсії сигналів, що зрештою призвело до відкриття першого мілісекундного пульсара.
Початково план пошуку пульсарів полягав у вибірці сигналу на частоті 500 Гц, що виявилося недостатнім для виявлення пульсара, який обертається 642 рази на секунду. Оскільки швидкість обертання пульсара була набагато вищою, астрономи не могли знайти його за допомогою стандартного методу. Щоб виправити це, студент Баккера, Шрі Кулкарні, розробив метод, який дозволяв обробляти сигнал швидше. Він проводив тимчасове середнє значення сигналу за період 0,4 мілісекунди, що дозволяло ефективно вибирати сигнал на швидкості 2500 Гц. Це значно підвищило чутливість до дуже швидких пульсарів. В результаті цих зусиль, у листопаді 1982 року, Баккер та його команда змогли виявити пульсар, який обертається з періодом 1,558 мілісекунди — це була швидкість, яка перевищувала будь-які очікування астрономів на той час і стала відкриттям першого мілісекундного пульсара.

## Характеристики

### Обертання
Коли Беккер та його команда опублікували своє відкриття в листопаді 1982 року, вони виявили, що період обертання пульсара PSR B1937+21 збільшується зі швидкістю 3 × 10⁻¹⁴ секунд на секунду. Це означає, що пульсар повільно сповільнюється з часом, оскільки енергія, яку він випромінює у вигляді радіохвиль, забирається з його обертальної енергії.
Звичайно, пульсари сповільнюються через втрату енергії, і цей процес можна прогнозувати. Використовуючи початково спостережувані значення періоду та швидкості сповільнення, а також припускаючи мінімальний період обертання 0,5 мілісекунди.
Мінімальний період обертання пульсарів визначається обмеженням, яке встановлюється відцентровою силою, що виникає через швидке обертання. Це обертальний період, при якому відцентрова сила і сила гравітації пульсара врівноважуються. Залежно від моделей рівняння стану для нейтронних зір, мінімальний період обертання варіюється від 0,3 до 1 мілісекунди, що відповідає частотам обертання від 1 до 3 кілогерц. Хоча існують механізми, такі як гравітаційне випромінювання, які можуть впливати на обертання пульсара, цей процес не дозволяє пульсару обертатись швидше, ніж встановлений теоретичний ліміт.

### Вік
Оцінка віку PSR B1937+21 у 750 мільйонів років спочатку викликала деякі суперечності, оскільки спостереження в інших довжинах хвиль не підтверджували це. Зокрема, поблизу пульсара не було виявлено залишку від наднової чи яскравого рентгенівського джерела. Якщо пульсар був таким молодим, то він, ймовірно, не встиг би значно віддалитися від місця свого утворення, а також мав би бути ще гарячим, що дозволило б спостерігати його теплове випромінювання в рентгенівському діапазоні.
Вчені Венкатраман та Шрінівасан, зважаючи на відсутність слідів вибуху, запропонували альтернативну теорію. Вони припустили, що PSR B1937+21 не утворився з таким швидким обертанням, а був «розкручений» зорею супутником, яка передала пульсару свій момент імпульсу. Цей механізм став популярним поясненням для мілісекундних пульсарів. Вони також зробили теоретичну оцінку необхідної швидкості сповільнення пульсара, яка склала 1 × 10⁻¹⁹ секунд на секунду. Після опублікування відкриття Баккер і його команда переглянули свою початкову оцінку швидкості сповільнення і зменшили її до 1 × 10⁻¹⁵ секунд на секунду. Однак пізніше виміряні дані показали значення, яке ближче до теоретичної оцінки, і склало 1,05 × 10⁻¹⁹ секунд на секунду. В результаті вік PSR B1937+21 був переглянутий і визначений як {\displaystyle 2.29\times 10^{8}} років, що тепер узгоджується з наявними спостереженнями.

### Відсутність зорі-супутника
PSR B1937+21 є унікальним серед мілісекундних пульсарів тим, що вже не має зоряного супутника, який, ймовірно, розкрутив його до такої швидкості обертання. Це робить його одним із небагатьох мілісекундних пульсарів, які не мають подвійної зорі. Зазвичай мілісекундні пульсари мають супутників, оскільки для досягнення їхніх коротких періодів обертання потрібна взаємодія з ішною зорею. Цей супутник передає пульсару свій момент імпульсу, що призводить до розкручування пульсара. Є кілька можливих механізмів, які можуть пояснити, чому цей пульсар не має супутника зараз. Один з них — це випаровування зорі-супутника, що могло статися в минулому. Інший механізм — руйнування через припливні сили, коли друга зоря була зруйнована через припливні сили, що виникають внаслідок близького проходження до пульсара.

### Імпульси
PSR B1937+21 — це пульсар, який випромінює два окремі імпульси за один оберт: один з них називається пульсом, а інший — інтерпульсом. Що робить цей пульсар особливим, інколи він викидає імпульси, які набагато яскравіші за звичайні. Гігантські імпульси від PSR B1937+21 були вперше зафіксовані ще в 1984 році, майже одразу після відкриття пульсара. Однак через дуже швидке обертання пульсара було важко спостерігати окремі імпульси, тому дослідження цих імпульсів розпочалися тільки через багато років. Згодом вчені виявили ще більше таких потужних імпульсів, які з'являються як на початку пульсу, так і на його кінці.
Тривалість цих гігантських імпульсів дуже коротка порівняно з періодом обертання пульсара і триває всього кілька наносекунд. Сила потоку цих імпульсів змінюється, але інколи вона досягає величезних значень, до 6.5× 10−22 Вт на {\displaystyle m^{-2}}Гц−1, що відповідає 6.5× 104 Ян. Це означає, що температура імпульсів з такою силою потоку та такою короткою тривалістю перевищує 5 {\displaystyle \times } {\displaystyle 10^{39}} К, що робить імпульси PSR B1937+21 найяскравішими радіоімпульсами, які коли-небудь спостерігалися. PSR B1937+21 — це пульсар, який є найбільш потужним серед усіх мілісекундних пульсарів. Окрім радіоімпульсів, також були виявлені імпульси на рентгенівських хвилях, які також мають таку саму структуру — з пульсом і інтерпульсом. Це вказує на те, що пульсар випромінює енергію в різних діапазонах хвиль, що робить його ще цікавішим для досліджень.